# Enrôlés de Force
Enrôlés de Force (en luxemburguès: Zwangsrekrutéierten; en alemany: Zwangsrekruten) va ser un partit polític luxemburguès i grup de pressió. Va representar els interessos de les 12.000 persones que havien estat reclutades a la Wehrmacht durant l'ocupació alemanya de Luxemburg a la Segona Guerra Mundial.
El partit va tractar de reclamar una indemnització per als reclutats pel govern d'Alemanya Occidental com a víctimes de l'Alemanya nazi. Enrôlés de Force va guanyar un escó en la Cambra de Diputats a les eleccions legislatives luxemburgueses de 1979, després d'haver guanyat un 4,4% dels vots. Van pressionar per aconseguir el reconeixement oficial del govern de Luxemburg als reclutes que van ser víctimes de l'Alemanya nazi, fet que es va aconseguir el 12 de juny 1981. Donant fi a un debat nacional de trenta anys. El partit va ser dissolt després d'aconseguir aquest èxit, i el seu únic diputat es va unir als del Partit Popular Social Cristià.
Enrôlés de Force va ser el segon partit en representar aquest interès, després que el Moviment Independent Popular, havia guanyat dos escons en les eleccions de 1964.